# Die beiden Tauben

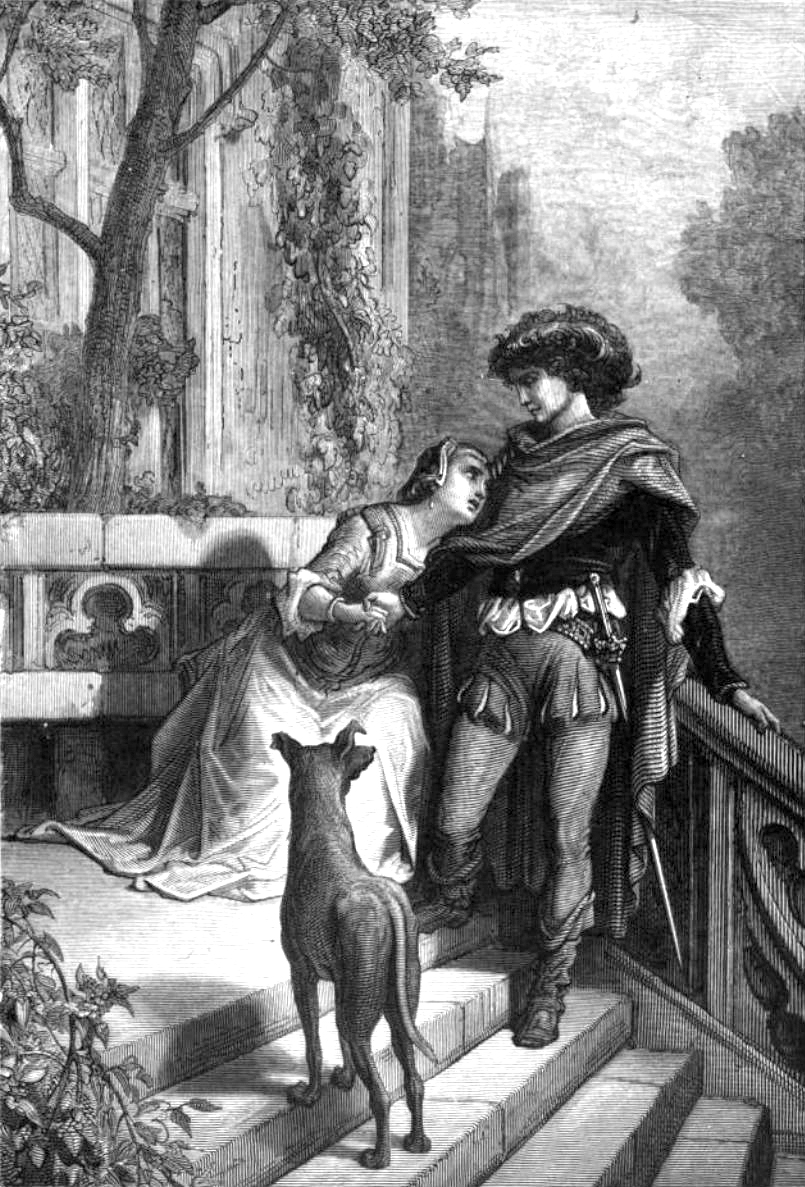
Die beiden Tauben, Zeichnung von Gustave Doré

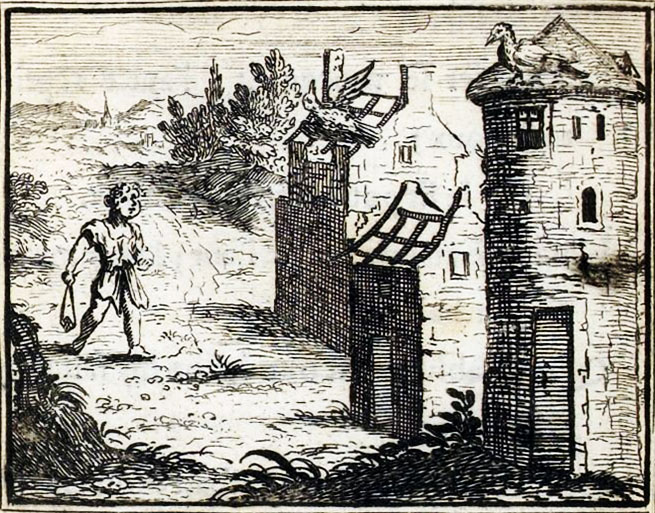
Les Deux Pigeons, Stich von François Chauveau

Die beiden Tauben (französisch: Les Deux Pigeons) ist die zweite Fabel im neunten Buch der Fabelsammlung des französischen Dichters Jean de La Fontaine. Sie ist eine seiner bewegendsten Fabeln und eines der bekanntesten Liebesgedichte der französischen Sprache.
Les Deux Pigeons erzählt die Geschichte zweier Tauben, die einander sehr zugetan sind. Eines Tages verlässt eine der beiden Tauben ihren ergebenen Partner, um auf Reisen zu gehen, doch schnell wird sie von Trauer erfasst, gerät in Lebensgefahr und taumelt mehr tot als lebendig nach Hause. Von einer altindischen Geschichte inspiriert, beschwört La Fontaine in seinem Gedicht eine Odyssee herauf, eine allegorische Reise der Taube durch das Leben und die Welt, die er als Ort fürchterlicher Versuchungen und Gefahren malt, voller Fallen und Feinde, die im Hinterhalt lauern, kein Platz für verletzliche Tauben – oder für Liebende.
La Fontaine schließt seine Tierfabel Les Deux Pigeons mit einem inneren Monolog ab, der drei Themen umfasst. Zuerst eine Ermahnung an die Liebenden, eine Welt für einander zu sein und keine Abwechslung anderswo zu suchen; dann folgt eine wehmütige Evokation der eigenen früheren Lieben. Die Traurigkeit des Dichters kommt in den letzten Zeilen der Fabel zum Ausdruck, in denen er von seinen persönlichen Gefühlen spricht und von seiner Vorsicht davor, wie Frauen ihn sehen würden, jetzt, wo er älter ist. Er beschreibt sich selbst als „fragend“ und offenbart, dass er nicht wagt, zu lieben. Zuletzt fragt er sich, ob wohl Lieben noch folgen würden.

## Quelle
La Fontaine inspirierte sich an einer altindischen Erzählung aus der Pañcatantra, wo eine Taube von der Steinschleuder eines Bauern verwundet wird, der sie anvisierte, als er seine Saat bewachte; Diese Episode hatte La Fontaines Illustrator François Chauveau für die Bebilderung der Fabel bei der Veröffentlichung des Buches verwendet, möglicherweise mit der Duldung des Dichters. Die Taube in der indischen Erzählung saß auf einer Mauer, als der Stein sie traf. Als sie in einen Brunnen fällt, bereut sie zutiefst, jemals ihr Heim verlassen zu haben. In La Fontaines Fabel ist es ein Junge mit einer Steinschleuder, der die Taube dazu bringt, endgültig ihre Weltreise abzubrechen und heimzukehren. Das rührende Abschiednehmen der Turteltäubchen voneinander sowie das tröstende Versprechen der Wiederkehr, kommt nur in La Fontaines Version vor.

## Interpretation
Der sexuelle Inhalt dieser Fabel hat viele frühere Kritiker zaudern lassen, da beide Vögel eindeutig männlich sind – jeder spricht den anderen als seinen „Bruder“ an. Der Begriff Amitié beschreibt auf Französisch sowohl Freundschaft als auch Liebschaft. Doch indem der Dichter ohne Übergang von ihrer rührenden Wiedervereinigung am Ende der eigentlichen Fabel zu einer Ermahnung an nicht gleichgeschlechtliche Freunde übergeht (Amants, heureux amants [Liebhaber, glückliche Liebhaber]), suggeriert ihre Geschichte sexuelle Liebe. Der letzte Abschnitt des Gedichts räumt dann jeden Zweifel aus: Der Dichter-Erzähler, von dem man weiß, dass er männlich ist, erinnert sich an seine früheren Lieben, jede von ihnen eine l’aimable et jeune bergère (eine entzückende junge Hirtin).
Nach Leo Spitzer, schafft La Fontaine einen mehrdeutigen versteckten Subtext, in dem er den Gedanken an heterosexuelle Liebe von Anfang an mitschwingen lässt. Nach neuerer Ansicht ist dieser Subtext in noch viel größerem Maß vorhanden, als früher anerkannt wurde. Die Sprache der Liebe findet sich bereits in der ersten Zeile (Deux pigeons s’aimaient d’amour tendre [Zwei Tauben liebten sich mit zärtlicher Liebe]). Die Textstellen, die eine Freundschaft zwischen Männern beschreiben, könnten genauso gut die der männlichen Frauenliebe sein. Die Redewendungen der daheimgebliebenen Taube in direkter Rede sind die der Liebenden in der zeitgenössischen (ernsthaften) Liebesdichtung und der Tragödie. Die verlassene Taube bezeichnet den geliebten Partner als grausam und stellt fest, dass seine Liebe ihr ein „katastrophales Malheur“ bringt. Kritiker sehen in diesen Zeilen Parallelen zu Didos Klage über den abreisenden Aeneas. Auch in der „herzerschütternden Rede“ (Ce discours e’branla le coeur) geht es eher um Liebe als um Freundschaft, als der geliebte Freund bittet: ne pleurez point (nicht weinen), und als sie sich trennen, heißt es: en pleurant ils se dirent adieu (weinend verabschieden sie sich voneinander).
Die rückkehrende Taube, die den Schnüren eines Netzes entkam, erscheint wie ein entkommener Gefangener. Die Tatsache, dass das Netz früher weiblich gesehen wurde, beeinflusst die Lesart des eigentümlichen Bildes, das eine Reihe von Parallelen zwischen abgelehnten Liebenden und ihren gefühlskalten Geliebten in der damaligen Literatur widerspiegelt.
An das „herzlose Kind“, das den Helden verwundet, wenn er es am wenigsten erwartet, und ihn fast tötet, erinnert der Dichter dann in seinem Epilog mit Sous le Fils de Cythére / Je servis (ich habe unter dem Sohn von Cythére gedient): So wie das ungezogene Kind die Taube im Apolog angreift, so unterwirft Cupido den Liebhaber im Nachwort. Als Nächstes nimmt La Fontaine eine seltsame Entmannung des Taubenhelden vor, indem er La Volatile Malheureuse als weibliches Synonym für die Taube verwendet. Dies führt dazu, dass die nach Hause rückkehrende Taube als weiblich beschrieben wird: Demi-morte et demi-boiteuse ses elle arriva (halb tot und halb lahm kam sie an).
Als die beiden Tauben wieder vereint sind, wird ihr Geschlecht als gens (Menschen) unbestimmt: Wahrscheinlich führte diese Verschiebung des Geschlechts dazu, dass der Übergang zwischen den anfänglich männlichen Protagonisten und den letzten weiter verwischt wird.